# August Renner
August Renner (* 23. September 1872 in Gamshurst; † 6. Juli 1936 in Karlsruhe) war ein deutscher Jurist und Kommunalpolitiker. Er war seit 1913 mit ca. zweijähriger kriegsbedingter Unterbrechung Bürgermeister, ab 1923 Oberbürgermeister von Rastatt, ehe er 1933 zurücktrat.

## Leben
Renner absolvierte das Abitur in Freiburg und studierte Rechtswissenschaft in Heidelberg. Zum 1. Oktober 1902 wurde er Amtsrichter in Rastatt. Dort gründete er 1903 den Jungliberalen Verein mit.
Ab 1904 war er Vorstand des Amtsgerichts Rastatt, seit 1907 als Oberamtsrichter.
Renner starb am 6. Juli 1936 in Karlsruhe.

## Politisches Wirken

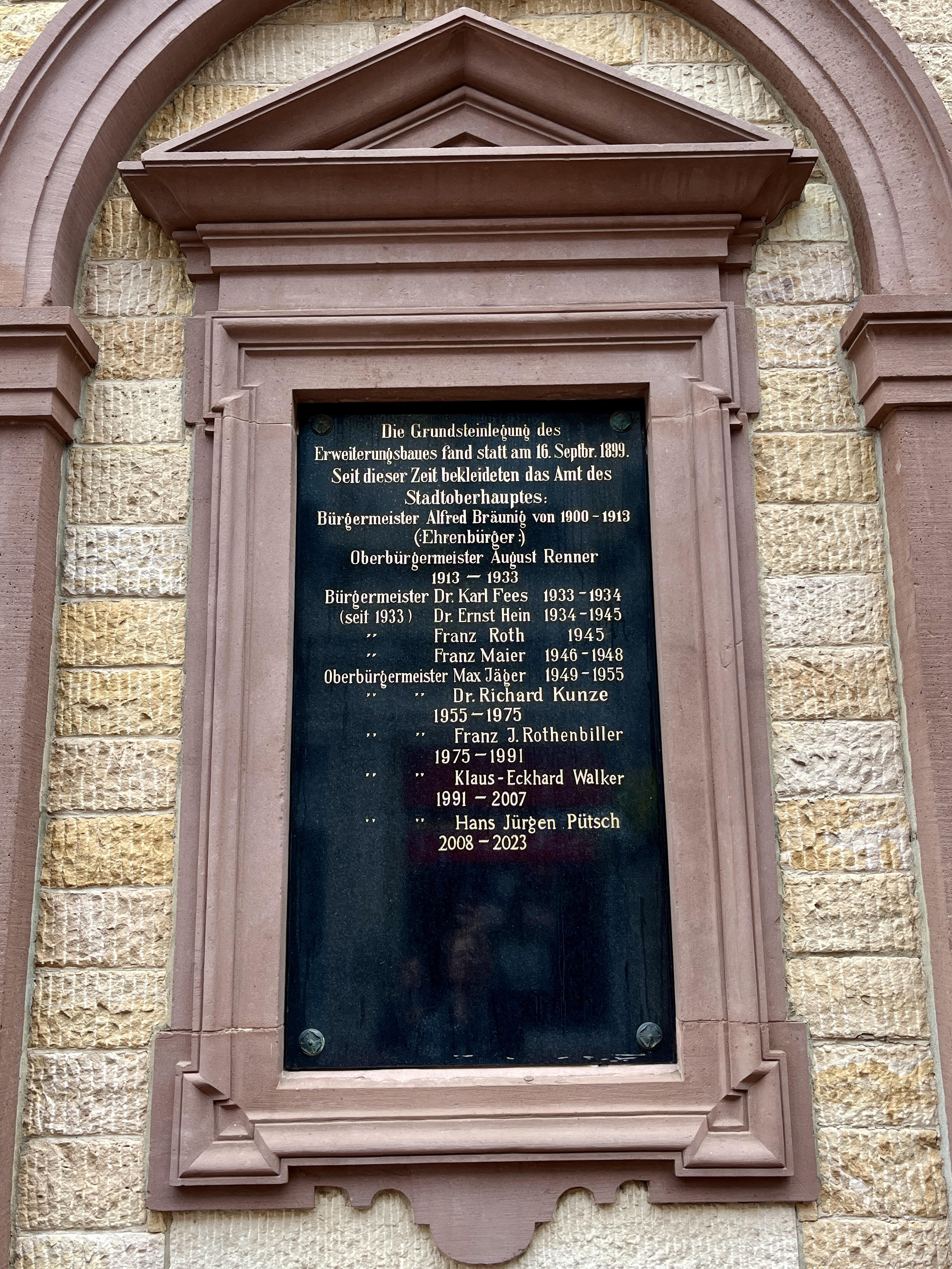
Erinnerungs-Tafel mit den Namen früherer Bürgermeister am Rathaus Rastatt

Am 28. Mai 1913 wurde Renner zum Bürgermeister von Rastatt gewählt. Er diente bis 1916 im Ersten Weltkrieg. Am 1. August 1916 kehrte er in sein Amt zurück. In den Notzeiten der Kriegs- und Nachkriegsjahre machte er sich um die Beschaffung von Nahrungsmitteln verdient, überliefert ist der Spitzname „Kollrawe Guschdl“.
Am 19. Juni 1922 wurde er wiedergewählt und führte ab 1923 die Bezeichnung Oberbürgermeister. Eine weitere Wiederwahl folgte am 15. Juni 1931. Renner war Vorsitzender des Badischen Städtebundes und Mitglied des Reichsstädtebundes.
1921 bedauerte er die mangelnde staatliche Unterstützung für die Stadt nach der Aufhebung der Rastatter Garnison infolge des Versailler Vertrags. Dies führe zu wirtschaftlichen Nachteilen.
Nach der Machtergreifung war auch der Gemeinderat in Rastatt nationalsozialistisch dominiert. Renner trat am oder nach dem 30. Mai 1933 von seinem Amt zurück. Sein Nachfolger wurde Karl Fees (NSDAP).

## Ehrung
Die Rastatter Realschule trägt seit 1. Januar 1996 den Namen August-Renner-Realschule Rastatt.